# Wallace Langham

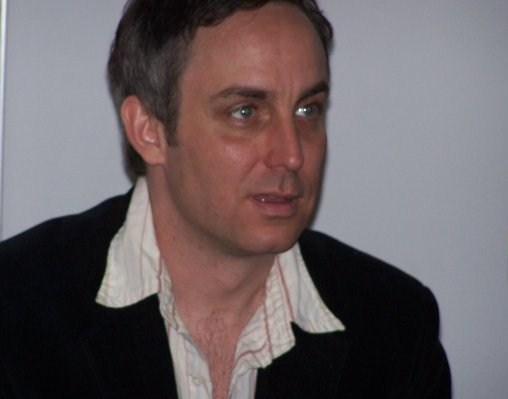
Wallace Langham (2006)

Wallace Langham (* 11. März 1965 in Fort Worth, Texas, USA) ist ein US-amerikanischer Schauspieler. Langham war in seiner bisherigen Karriere in etlichen Fernsehserien zu sehen. Bekannt dürfte er vor allem für die Darstellung des Labortechnikers David Hodges in CSI: Den Tätern auf der Spur sein.

## Leben
Wallace Langham begann seine Karriere als Schauspieler im Jahr 1985. In den ersten Jahren seiner Laufbahn trat er zunächst unter dem Pseudonym Wally Ward auf. In dem Film L.I.S.A. – Der helle Wahnsinn, bei dem John Hughes Regie führte, hatte er seinen ersten Filmauftritt.
Auffällig an Langhams bisherigem Werdegang ist, dass er nur in wenigen Filmen mitwirkte. Stattdessen hatte er zahlreiche Gastauftritte in Fernsehserien wie Matlock, 21 Jump Street, Murphy Brown, Mord ist ihr Hobby, NewsRadio, Emergency Room – Die Notaufnahme, Grace, Star Trek: Raumschiff Voyager, Sex and the City, Las Vegas, Medium – Nichts bleibt verborgen und Lass es, Larry!.
Seine erste Hauptrolle in einer Fernsehserie hatte er an der Seite von Garry Shandling und Janeane Garofalo in der US-amerikanischen Sitcom Die Larry Sanders Show, in der er einen zynischen Drehbuchschreiber darstellte. Im Jahr 1997 folgte eine weitere Hauptrolle in der Serie Veronica. Zusammen mit Kirstie Alley war er dabei in den Geschäftsalltag einer Modefirma involviert. Die Serie wurde im Jahr 2000 eingestellt. In Deutschland wurde er vor allem durch seine Rolle in CSI: Den Tätern auf der Spur bekannt. Dort verkörpert er seit 2003 den exzentrischen Labortechniker David Hodges. In David Finchers Spielfilm The Social Network (2010), das die Entstehungsgeschichte des sozialen Netzwerks Facebook thematisiert, übernahm Langham die Rolle des Investors Peter Thiel. Im April 2012 erhielt er die Rolle des Saul Bass in Sacha Gervasis Filmbiografie Hitchcock.
Langham war von 1986 bis 1998 mit Laura Langham verheiratet. Aus der Ehe gingen zwei Kinder hervor. Seit 2002 ist er mit Karey Richard verheiratet.

## Filmografie (Auswahl)

### Filme
- 1985: L.I.S.A. – Der helle Wahnsinn (Weird Science)
- 1986: Soul Man
- 1990: Crisis (Vital Signs)
- 1996: Michael
- 2003: Der Kindergarten Daddy (Daddy Day Care)
- 2006: Little Miss Sunshine
- 2008: Der große Buck Howard (The Great Buck Howard)
- 2008: Operation Marijuana (Growing Op)
- 2010: The Social Network
- 2012: Hitchcock
- 2014: 96 Hours – Taken 3 (Taken 3)
- 2014: Transcendence
- 2016: War Dogs
- 2017: Battle of the Sexes – Gegen jede Regel (Battle of the Sexes)
- 2018: The Darkest Minds – Die Überlebenden (The Darkest Minds)
- 2019: Le Mans 66 – Gegen jede Chance (Ford v. Ferrari)

### Fernsehserien
- 1989: Matlock (3x18)
- 1992–1998: Die Larry Sanders Show (The Larry Sanders Show, 90 Folgen)
- 1993: Mord ist ihr Hobby (Murder, She Wrote, 9x19)
- 1998: Star Trek: Raumschiff Voyager (Star Trek Voyager, 5x05)
- 1997–2000: Veronica (Veronica’s Closet, 67 Folgen)
- 2000: Outer Limits – Die unbekannte Dimension (The Outer Limits, Fernsehserie, 2 Folgen)
- 2003: Sex and the City (6x01)
- 2005: Medium – Nichts bleibt verborgen (Medium, 2 Folgen)
- 2002–2015: CSI: Den Tätern auf der Spur (CSI: Crime Scene Investigation, 244 Folgen)
- 2009: Monk (8x11)
- 2015: Castle (7x23)
- 2015: iZombie (2x15)
- 2017: Manhunt: Unabomber (1x04)
- 2017: Criminal Minds (13x04)
- 2019: The Boys
- 2020–2021: Mom (3 Folgen)
- 2021: CSI: Vegas (4 Folgen)
- 2023: 1923 (1 Folge)
- 2023: Perry Mason (6 Folgen)